# Melina Cozzi
Melina Ximena Cozzi (* 3. April 1987 in Buenos Aires) ist eine argentinisch-italienische Handballspielerin. Von 2008 bis 2011 war sie Mitglied der argentinischen Nationalmannschaft im Beachhandball.

## Hallenhandball
Melina Cozzi wechselte aus Argentinien von River Plate kommend zunächst in die oberste Liga Italiens, wo sie mit dem ASD HC Sassari Vizemeisterin wurde. Nach nur einer Saison wechselte sie weiter in der Liga zu HF Teramo, nach einer weiteren Saison wieder zurück zu Sassari. Es folgte eine Spielzeit bei CS Vésulien Haute-Saône in der höchsten Liga Frankreichs, bevor Cozzi wieder zurück nach Italien zu Cassano Magnago wechselte, mit dem sie den vierten Rang belegte. Die Wechsel im Jahresrhythmus setzten sich fort, nun in der División de Honor femenina de balonmano in Spanien. Nach einem Jahr bei Hand Vall la Cistérniga ging sie 2019 zu Club Deportivo Balonmano Aula in die División de Honor femenina de balonmano, wo sie nach erreichen der Vize-Meisterschaft 2019 weiter in die dritte Schweizer Liga zu FSG Lausanne-Ville/Cugy Handball wechselte. 2021 erfolgte der Wechsel zum italienischen Erstligisten Handball Erice, mit dem sie sich im Mittelfeld der Liga auf Rang sechs platzierte.
Seit 2011 spielt Cozzi auch für die Argentinische Frauen-Handballnationalmannschaft. Schon 2007 wurde sie in die Regionalauswahl der Metropolregion Buenos Aires berufen.

## Beachhandball
Nach einem ersten Versuch bei den ersten Pan-Amerikanische Meisterschaften 2004 dauerte es bis 2008, dass Argentinien mit Nachdruck am Aufbau einer Beachhandball-Nationalmannschaft arbeitete. Zur ersten Generation dieser Spielerinnen gehörte auch Cozzi, womit sie neben Mariana Esnaola und Daniela Ciucarelli zu den frühen Nationalspielerinnen ihres Vereins gehörte, der damit neben CI.DE.CO. das Gros der Mannschaft stellte. Neben den langjährigen Leistungsträgerinnen der Nationalmannschaft, Celeste Meccia, Florencia Ibarra, Fernanda Roveta und Ivana Eliges gehörte sie zu der Mannschaft, die in einem ersten gemischten Turnier mit Nationalmannschaften und Vereinen in Rawson, das Argentinien auf dem letzten Rang beendete, debütierte. Es folgten die Panamerika-Meisterschaften 2008, wo auch noch Marina Imbrogno zur Mannschaft stieß und Argentinien als viertplatzierte Mannschaft noch knapp eine Medaille verpasste. Diese gewann Cozzi schließlich im Jahr darauf bei den Südamerikanischen Beach Games 2009 mit der Bronzemedaille. Nächstes Turnier waren erneut die South-American Beach Games 2011. Hier erreichten die Argentinierinnen das erste Mal ein internationales Finale, verloren dieses aber mit 0:2 gegen Brasilien. Seitdem wurde Cozzi nicht mehr in die Nationalmannschaft berufen.

## Erfolge
Beachhandball
Südamerikanische Beach Games
- 2009: 3.
- 2011: 2.

Pan-Amerikanische Meisterschaften
- 2008: 4.